# 卡尼·丘库埃梅卡
卡尼·捷布斯·卓克禾美卡（英語：Carney Chibueze Chukwuemeka；2003年10月20日—）是一名在奧地利出生的英格兰職業足球員，司職進攻中場或右翼，現時效力英超球隊車路士。

## 球會生涯

### 早年生涯
卓克禾美卡出生於奥地利艾森施塔特，並在英格蘭郡長大。他於當地球會諾咸頓的青訓學院開始足球生涯。

### 阿士東維拉
2016年3月，卓克禾美卡轉投阿士東維拉的青訓學院，並在2020年7月和球隊簽下他的首張職業合約。
2021年5月19日，卓克禾美卡在對陣熱刺的2–1作客勝仗中上演生涯地標戰，他在比賽第89分鐘上陣，並隨即射門中柱。同月23日，他獲選為賽季最佳青年隊球員。翌日，他隨阿士東維拉U18梯隊在英格蘭足總青年盃決賽中以2–1擊敗利物浦奪冠。
2021年8月24日，他在對陣巴羅的聯賽盃第二圈賽事中職業生涯首次正選上陣，協助球隊以6–0大勝。四日後，他在對陣賓福特的比賽中首次在聯賽正選上陣。

### 車路士
2022年8月2日，車路士和阿士東維拉宣布雙方已達成有關卓克禾美卡轉會的協議，轉會最終取決於車路士能否與球員達成個人協議及體測結果。車路士在兩日後宣布正式簽入卓克禾美卡，合約為期六年。
2023年8月20日，他在對陣韋斯咸的3–1敗仗中為車路士破蛋，射入職業生涯首個入球。他在中場休息前膝蓋受傷，因此在下半場被換落場。

## 國家隊生涯
卓克禾美卡擁有代表奧地利、英格蘭和尼日利亞國家隊的資格。
他在2019年為英格蘭U17上陣兩次。2021年3月29日，他在英格蘭U18對陣威爾斯的比賽中首次為該梯隊上陣，英格蘭最終以2–0勝出。
2021年9月2日，卓克禾美卡在對陣意大利的熱身賽中首次代表英格蘭U19，並擔任隊長，帶領球隊以2–0勝出。同年11月10日，他在對陣安道爾的2022年歐洲U-19足球錦標賽外圍賽比賽中首次在此年齡層入球。
2022年6月17日，卓克禾美卡入選英格蘭的2022年歐洲U-19足球錦標賽決選名單，他在賽事中為英格蘭全勤，並在對陣奧地利及塞爾維亞的小組賽勝仗中入球。同年7月1日，他在對陣以色列的決賽中射入英格蘭的第二個入球，協助球隊在加時後以3–1勝出奪冠。他在整個決賽週的出色表現令他入選賽事最佳陣容。
2022年9月21日，卓克禾美卡在對陣智利的比賽中首次代表英格蘭U20。2023年5月10日，他入選英格蘭的2023年國際足總U-20世界盃參賽名單，但由於需要參與球會賽事，令他在小組賽階段完結後才能與國家隊會合。他在賽事的唯一一次上陣是在對陣意大利的十六強敗仗。

## 個人生活
卓克禾美卡是伊博族後裔，他的父母是尼日利亞人。他的哥哥卡立·卓克禾美卡亦是一名足球員，司職前鋒，他亦曾效力諾咸頓和阿士東維拉，並多次和卡尼在青年隊同時上陣。

## 生涯統計
最後更新：2024年4月15日
| 效力球會      | 球季     | 聯賽     | 聯賽 | 聯賽 | 國家盃賽 | 國家盃賽 | 聯賽盃賽 | 聯賽盃賽 | 歐洲賽 | 歐洲賽 | 其他 | 其他 | 總計 | 總計 |
| 效力球會      | 球季     | 聯賽     | 上陣 | 入球 | 上陣     | 入球     | 上陣     | 入球     | 上陣   | 入球   | 上陣 | 入球 | 上陣 | 入球 |
| ------------- | -------- | -------- | ---- | ---- | -------- | -------- | -------- | -------- | ------ | ------ | ---- | ---- | ---- | ---- |
| 阿士東維拉U21 | 2020–21  | —        | —    | —    | —        | —        | —        | —        | —      | —      | 2    | 0    | 2    | 0    |
| 阿士東維拉U21 | 2021–22  | —        | —    | —    | —        | —        | —        | —        | —      | —      | 2    | 0    | 2    | 0    |
| 阿士東維拉U21 | 總計     | —        | —    | —    | —        | —        | —        | —        | —      | —      | 4    | 0    | 4    | 0    |
| 阿士東維拉    | 2020–21  | 英超     | 2    | 0    | 0        | 0        | 0        | 0        | —      | —      | —    | —    | 2    | 0    |
| 阿士東維拉    | 2021–22  | 英超     | 11   | 0    | 0        | 0        | 2        | 0        | —      | —      | —    | —    | 13   | 0    |
| 阿士東維拉    | 總計     | 總計     | 13   | 0    | 0        | 0        | 2        | 0        | —      | —      | —    | —    | 15   | 0    |
| 車路士        | 2022–23  | 英超     | 14   | 0    | 1        | 0        | 0        | 0        | 0      | 0      | —    | —    | 15   | 0    |
| 車路士        | 2023–24  | 英超     | 9    | 1    | 2        | 1        | 1        | 0        | —      | —      | —    | —    | 12   | 2    |
| 車路士        | 總計     | 總計     | 23   | 1    | 3        | 1        | 1        | 0        | 0      | 0      | —    | —    | 27   | 2    |
| 生涯總計      | 生涯總計 | 生涯總計 | 37   | 1    | 3        | 1        | 3        | 0        | 0      | 0      | 4    | 0    | 47   | 2    |

1. 1 2  於英格蘭足球聯賽錦標賽上陣。

## 榮譽

### 球會
阿士東維拉
- 英格蘭足總青年盃：2020–21[11]

### 國家隊
英格蘭U19
- 歐洲U-19足球錦標賽：2022（英语：2022_UEFA_European_Under-19_Championship）

### 個人
- 阿士東維拉賽季最佳青年隊球員：2020–21[10]
- 歐洲U-19足球錦標賽最佳陣容：2022（英语：2022_UEFA_European_Under-19_Championship）[29]